# GAZ Chaika

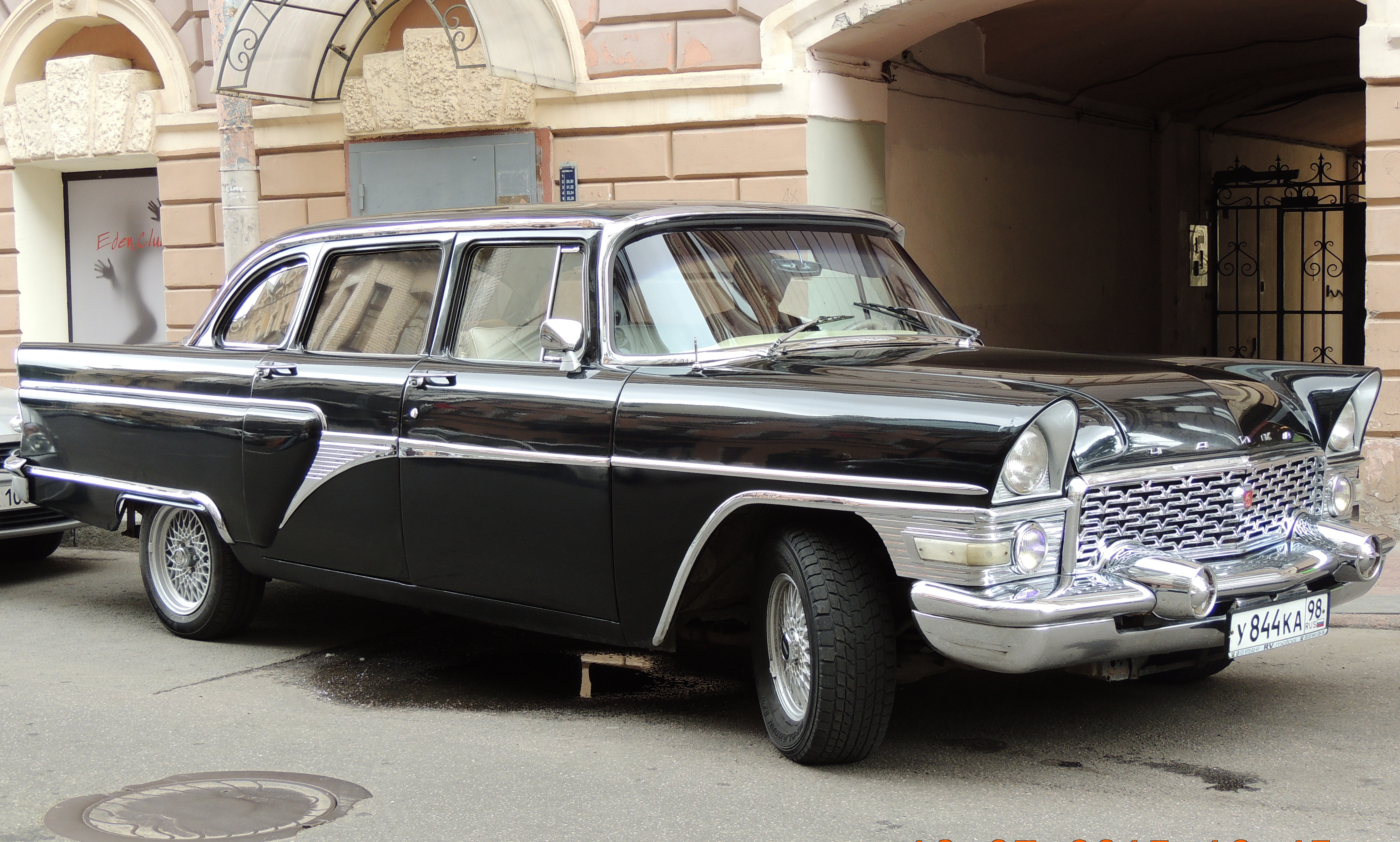
GAZ-13 Chaika

O GAZ Chaika (em russo:  Ча́йка), que significa gaivota, é um automóvel de luxo da União Soviética que foi fabricado pela GAZ (em russo:  ГАЗ). O veículo é inferior à limusine ZIL-111 e foi produzido em números muito maiores. A produção do Chaika consistiu em duas gerações, o GAZ-13 de 1959 a 1981 e o GAZ-14 de 1977 a 1988.

## GAZ-13 Chaika
O GAZ-13 Chaika estreou em 1958 e foi exibido internacionalmente no Salão Automóvel de Bruxelas. Foi produzido de 1959 a 1981, com um total de 3.179 unidades construídas. O GAZ-13 era movido por um V8 bruto SAE 5,5 L de 195 cv e acionado por uma transmissão automática de botão de pressão de design semelhante à unidade Chrysler TorqueFlite. Era oferecido como sedã (GAZ-13), limusine (GAZ-13A) e conversível de quatro portas (GAZ-13B) com capota eletro-hidráulica. O conversível foi feito em 1961 e 1962 para desfiles oficiais. Uma versão perua também foi oferecida como carro fúnebre ou ambulância.

## GAZ-14 Chaika
O estilo do GAZ-13 tornou-se antiquado na década de 1970 e foi sucedido pelo mais moderno GAZ-14 Chaika lançado em 1977 (embora a produção de ambas as versões se sobreponha por vários anos). Embora visualmente moderno e equipado com os mais recentes recursos eletrônicos de luxo, o GAZ-14 foi de fato construído em torno do trem de força e material rodante do modelo mais antigo. Os Chaika eram usados principalmente pelos governadores locais, já que os ZIL, mais luxuosos, costumavam ser reservados exclusivamente para membros do Politburo, mas em alguns casos chegaram ao topo, como em Cuba, onde foi usado por Fidel Castro.

## Galeria

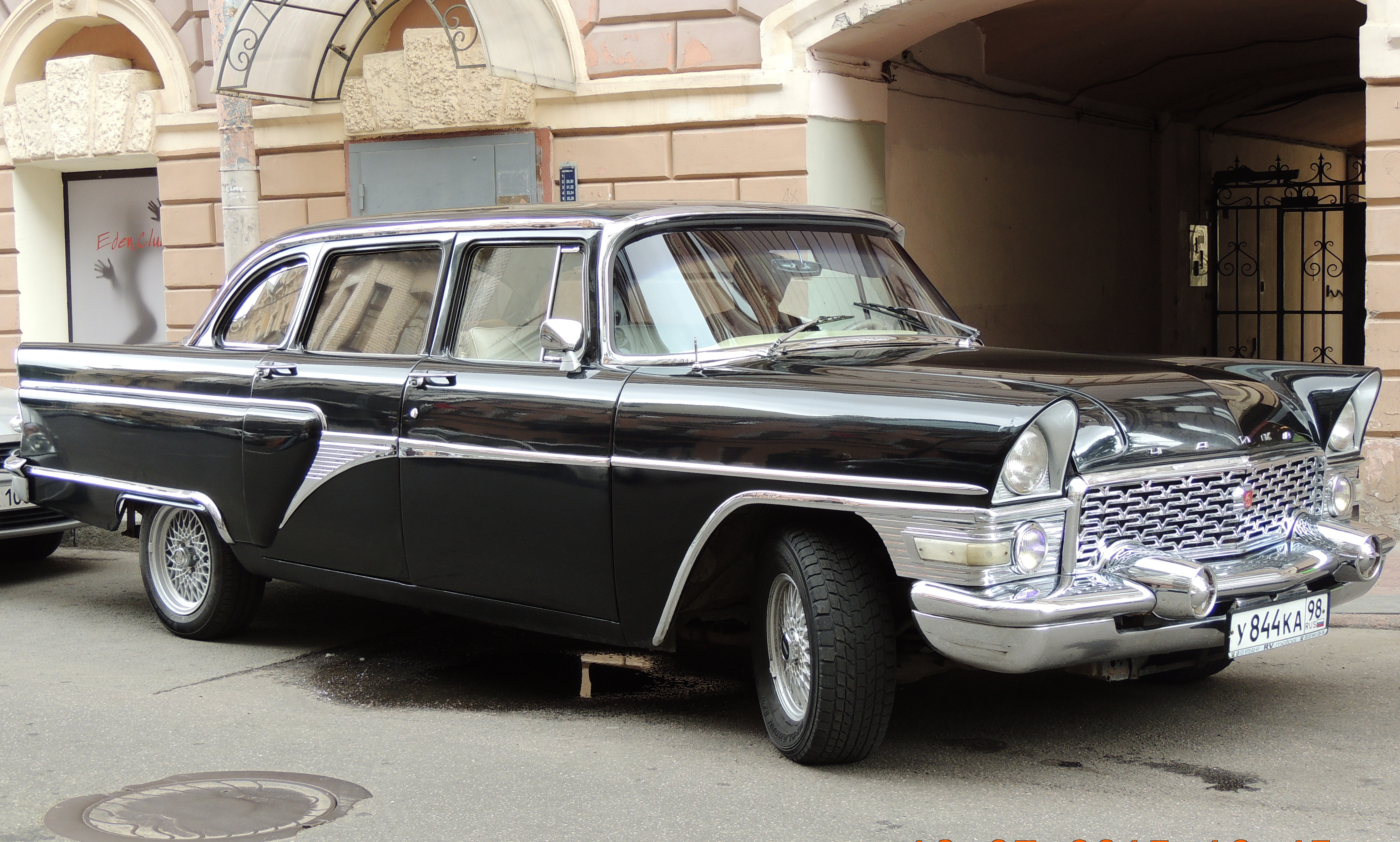
GAZ-13 Chaika
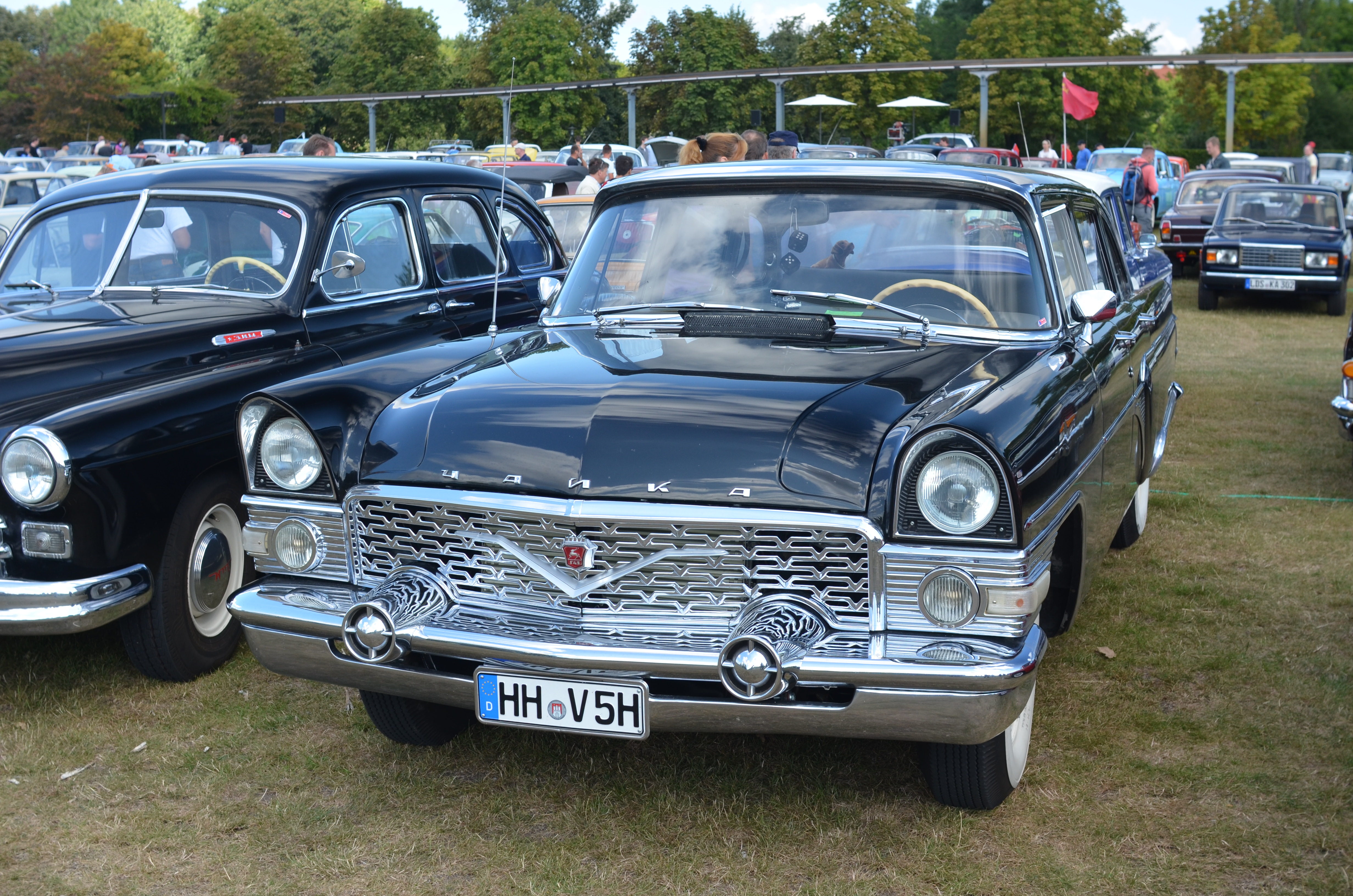
GAZ-13 Chaika
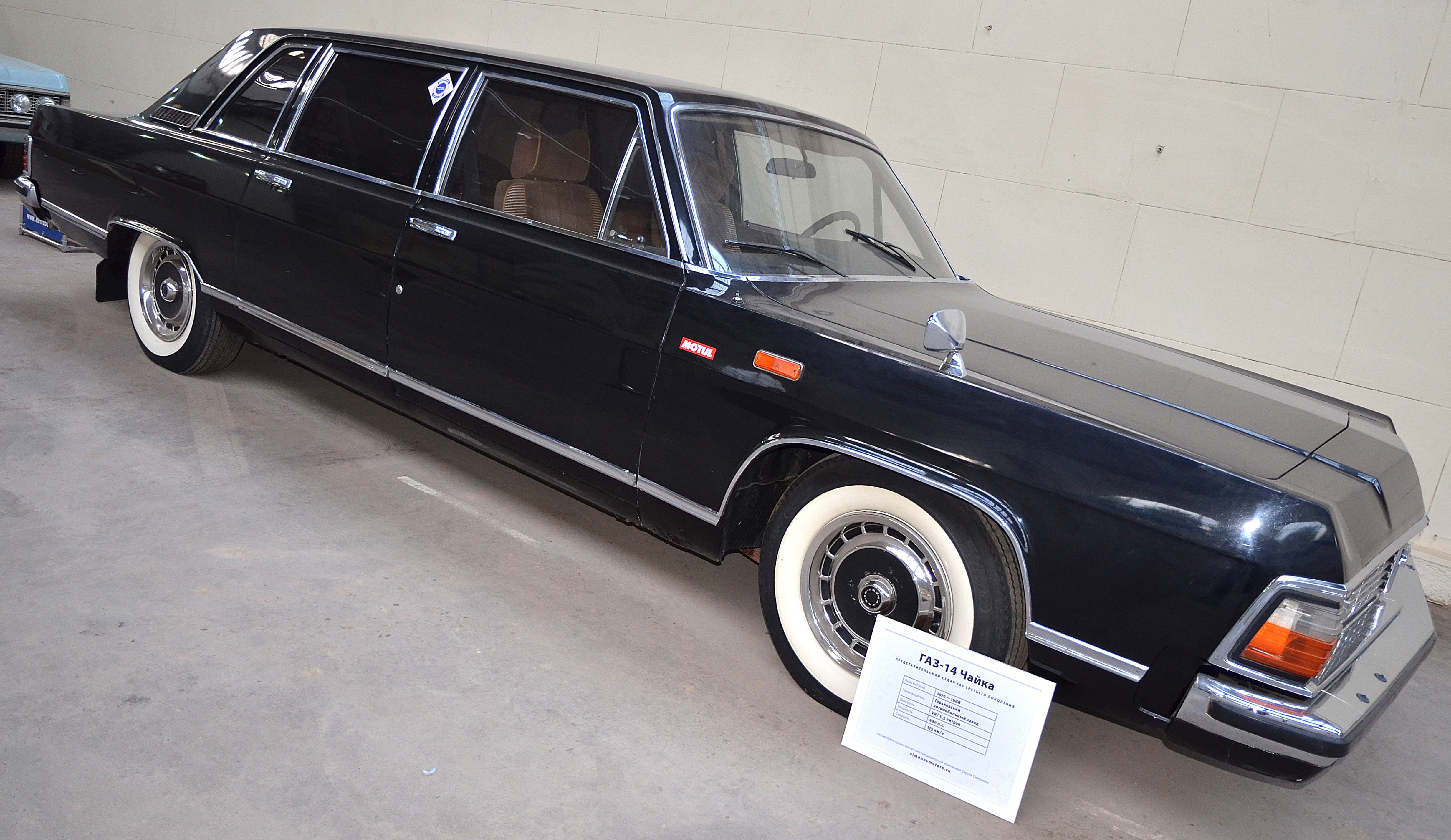
GAZ-14 Chaika
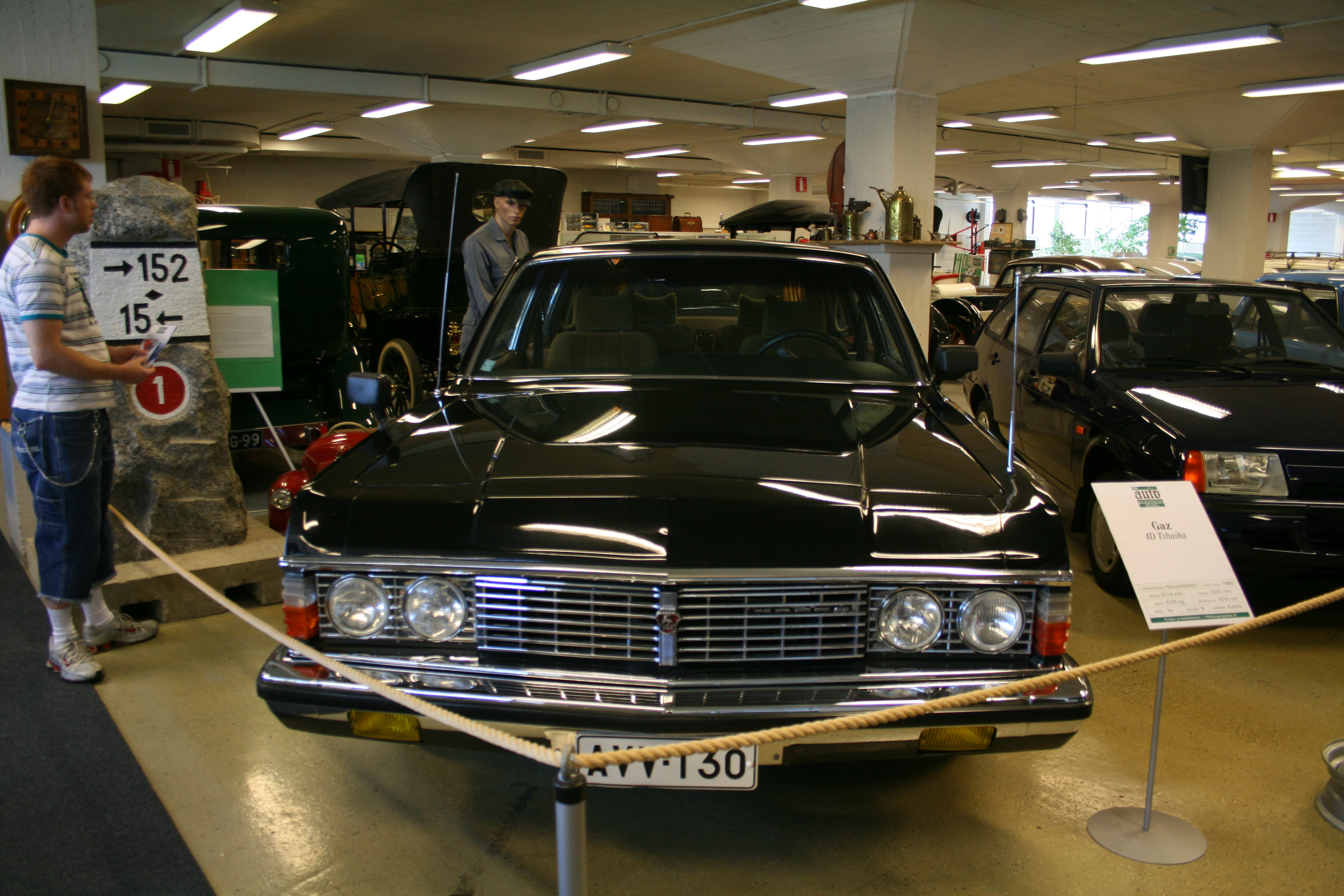
GAZ-14 Chaika